# Distorção (cartografia)
Em cartografia, dá se o nome de distorção ao fato de trechos dos mapas não serem representados de forma correta devido a diferenças de mapeamento entre a superfície esférica do globo e aquela disponível para registrar o mapa—tipicamente uma folha de papel plano.